# SS-Totenkopfverbände

Förbandstecken för SS-Totenkopfverbände.

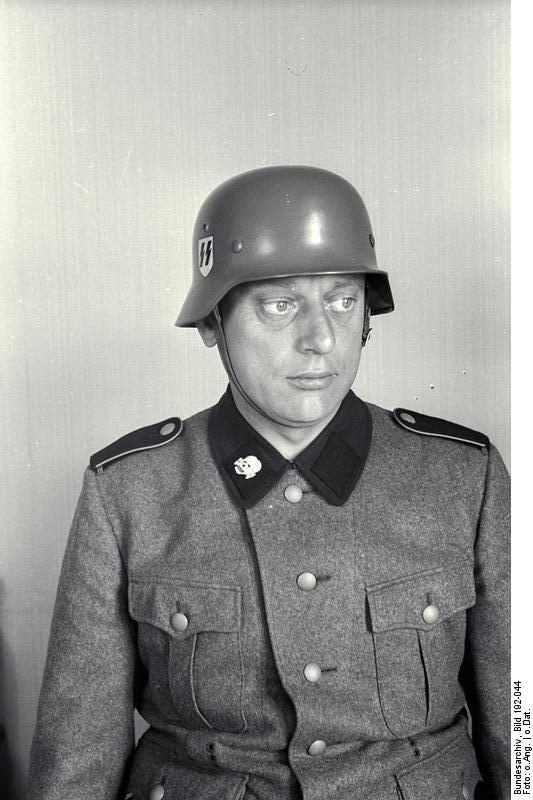
SS-Mann från koncentrationslägret Mauthausen.

SS-Totenkopfverbände (SS-TV) var den del av Schutzstaffel (SS) vars huvuduppgift var att övervaka och administrera Nazitysklands koncentrationsläger.

## Tillkomst
SS-Totenkopfverbände grundades 1934 av Theodor Eicke på order av Reichsführer-SS Heinrich Himmler. Personalen anställdes med samma förmåner som den tyska polisen. Verksamheten finansierades av inrikesministeriet och tjänst i SS-Totenkopfverbände räknades som polistjänst, vilken befriade personalen från värnplikt i krigsmakten.

## Krigstida utveckling
Under andra världskriget avdelades stora mängder av SS-Totenkopfverbände aktiva personal till egna krigsförband och slutligen organiserades 6. SS-Gebirgs-Division Nord, vilken sattes in i Finland under fortsättningskriget (1941–1944). Den aktiva personalen i vakttjänsten ersattes då av SS-TV-reservister. En bataljon SS-Totenkopfverbände ur Standarte "Kirkenes" transporterades till sitt insatsområde i norra Finland via Luleå hamn.

## Förteckning över SS-Totenkopfregementen
| SS-Totenkopfstandarte  | Koncentrationsläger/Depå* |
| ---------------------- | ------------------------- |
| I „Oberbayern“         | Dachau                    |
| II „Brandenburg“       | Sachsenhausen             |
| III „Thüringen“        | Buchenwald                |
| IV „Ostmark“           | Mauthausen                |
| V „Dietrich Eckhardt“  | Oranienburg               |
| VI                     | Prag *                    |
| VII                    | Brünn                     |
| VIII                   | Krakau                    |
| IX                     | Danzig                    |
| X                      | Buchenwald                |
| XI                     | Radom                     |
| XII                    | Posen                     |
| XIII                   | Wien                      |
| XIV                    | Buchenwald                |
| XV                     | Płock                     |
| XVI                    | Dachau                    |
| „Kirkenes“             | Kirkenes                  |
| „Oberbayern“ (Reserve) | Dachau                    |

* Totenkopfregementen från nr VI betecknades officiellt som förstärkta SS-Totenkopfstandarte respektive SS.

## Typer av personal
- Arbeitseinsatzführer eller Arbeitsdienstführer var chef för hela arbetsinsatsen i ett läger.
- Blockführer var chef för en barack i ett läger.
- Kommandoführer var chef för ett fångarbetslag.
- Rapportführer förde befäl över flera Blockführer och var vanligtvis lägerkommendantens chefsassistent.
- Schutzhaftlagerführer var lägrets operative chef och lägerkommendantens adjutant.